# Poulet à la Kiev

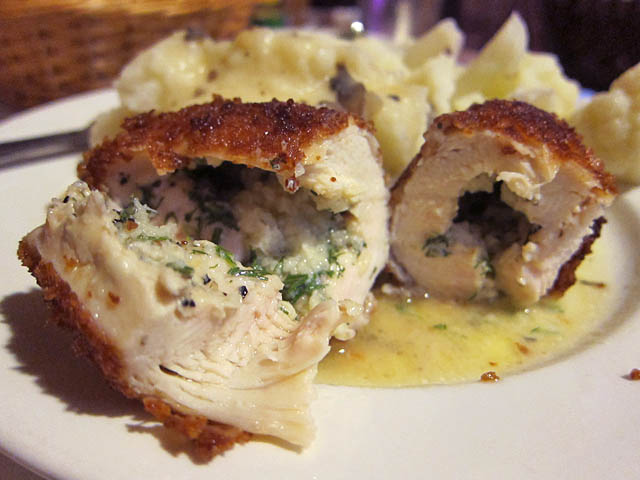
Poulet à la Kiev.

Le poulet à la mode de Kiev ou poulet à la kiévienne est une recette ukrainienne de blanc de poulet pressé et roulé autour de beurre à l'ail et aux herbes, puis pané et frit. Ce blanc de poulet peut aussi être servi en papillote.

## Origine
La recette est généralement attribuée à l’Ukraine, Kiev étant sa capitale. Toutefois, l’historien russe de la gastronomie William Pokhliobkine (en) l’attribue au Club des marchands moscovites de Saint-Pétersbourg au début du XXe siècle, qui le nommait « escalope Novo-Mikhaïlovsky ». Un restaurant soviétique l’aurait ensuite renommée котлета по-киевски (kotleta po-kievski), littéralement « escalope au style de Kiev », devenue « poulet à la Kiev » en français. Une autre théorie voudrait qu’elle ait été oubliée par sa terre d’origine russe lors de la Révolution pour être récupérée par les Ukrainiens et rebaptisée « poulet à la Kiev »[réf. nécessaire].  Les Polonais, de leur côté, appellent ce plat « kotlet de volaille » (du polonais kotlet, signifiant « escalope », et du français « volaille »).